# Метод максимального правдоподобия
Ме́тод максима́льного правдоподо́бия или метод наибольшего правдоподобия (ММП, ML, MLE — англ. maximum likelihood estimation) в математической статистике — это метод оценивания неизвестного параметра путём максимизации функции правдоподобия. Основан на предположении о том, что вся информация о статистической выборке содержится в функции правдоподобия.
Метод максимального правдоподобия был проанализирован, рекомендован и значительно популяризирован Р. Фишером между 1912 и 1922 годами (хотя ранее он был использован Гауссом, Лапласом и другими).
Оценка максимального правдоподобия является популярным статистическим методом, который используется для создания статистической модели на основе данных и обеспечения оценки параметров модели.
Метод максимального правдоподобия соответствует многим известным методам оценки в области статистики. Например, вы интересуетесь таким антропометрическим параметром, как рост жителей России. Предположим, у вас имеются данные о росте некоторого количества людей, а не всего населения. Кроме того, предполагается, что рост является нормально распределённой величиной с неизвестной дисперсией и средним значением. Среднее значение и дисперсия роста в выборке являются максимально правдоподобными к среднему значению и дисперсии всего населения.
Для фиксированного набора данных и базовой вероятностной модели, используя метод максимального правдоподобия, мы получим значения параметров модели, которые делают данные «более близкими» к реальным. Оценка максимального правдоподобия даёт уникальный и простой способ определить решения в случае нормального распределения.
Метод оценки максимального правдоподобия применяется для широкого круга статистических моделей, в том числе:
- линейные модели и обобщённые линейные модели;
- факторный анализ;
- моделирование структурных уравнений;
- многие ситуации, в рамках проверки гипотезы и формирования доверительного интервала;
- дискретные модели выбора.

## Сущность метода
Пусть есть выборка {\displaystyle X_{1},\ldots ,X_{n}} из распределения {\displaystyle \mathbb {P} _{\theta }}, где {\displaystyle \theta \in \Theta } — неизвестные параметры. Пусть {\displaystyle L(\mathbf {x} \mid \theta )\colon \Theta \to \mathbb {R} } — функция правдоподобия, где {\displaystyle \mathbf {x} \in \mathbb {R} ^{n}}. Точечная оценка
{\displaystyle {\hat {\theta }}_{\mathrm {M\Pi } }={\hat {\theta }}_{\mathrm {M\Pi } }(X_{1},\ldots ,X_{n})=\mathop {\rm {argmax}} \limits _{\theta \in \Theta }L(X_{1},\ldots ,X_{n}\mid \theta )}
называется оце́нкой максима́льного правдоподо́бия параметра {\displaystyle \theta }. Таким образом оценка максимального правдоподобия — это такая оценка, которая максимизирует функцию правдоподобия при фиксированной реализации выборки.
Часто вместо функции правдоподобия {\displaystyle L} используют логарифмическую функцию правдоподобия {\displaystyle l=\ln L}. Так как функция {\displaystyle x\to \ln x,\;x>0} монотонно возрастает на всей области определения, максимум любой функции {\displaystyle L(\theta )} является максимумом функции {\displaystyle \ln L(\theta )} и наоборот. Таким образом,
{\displaystyle {\hat {\theta }}_{\mathrm {M\Pi } }=\mathop {\rm {argmax}} \limits _{\theta \in \Theta }l(X_{1},\ldots ,X_{n}\mid \theta )},
Если функция правдоподобия дифференцируема, то необходимое условие экстремума — равенство нулю её градиента:
{\displaystyle g(\theta )={\frac {\partial l(\mathbf {x} ,\theta _{0})}{\partial \theta }}=0}
Достаточное условие экстремума может быть сформулировано как отрицательная определённость гессиана — матрицы вторых производных:
{\displaystyle H={\frac {\partial ^{2}l(\mathbf {x} ,\theta _{0})}{\partial \theta \partial \theta ^{T}}}}
Важное значение для оценки свойств оценок метода максимального правдоподобия играет так называемая информационная матрица, равная по определению:
{\displaystyle I(\theta )=E[g(\theta )g(\theta )^{T}]}
В оптимальной точке информационная матрица совпадает с математическим ожиданием гессиана, взятым со знаком минус:
{\displaystyle I=-E(H_{0})}

## Свойства
- Оценки максимального правдоподобия, вообще говоря, могут быть смещёнными (см. примеры), но являются состоятельными, асимптотически эффективными и асимптотически нормальными оценками. Асимптотическая нормальность означает, что

{\displaystyle {\sqrt {n}}({\hat {\theta }}-\theta ){\xrightarrow {d}}N(0,{\boldsymbol {I}}_{\infty }^{-1})}
где {\displaystyle {\boldsymbol {I}}_{\infty }=-\lim _{n\rightarrow \infty }{\frac {1}{n}}\mathbb {E} ({\boldsymbol {H}})} — асимптотическая информационная матрица.
Асимптотическая эффективность означает, что асимптотическая ковариационная матрица {\displaystyle {\boldsymbol {I}}_{\infty }^{-1}} является нижней границей для всех состоятельных асимптотически нормальных оценок.
- Если {\displaystyle {\hat {\theta }}} — оценка метода максимального правдоподобия, параметров {\displaystyle \theta }, то {\displaystyle g({\hat {\theta }})} является оценкой максимального правдоподобия для {\displaystyle g(\theta )}, где g — непрерывная функция (функциональная инвариантность). Таким образом, законы распределения данных можно параметризовать различным образом.
- Также необходимым условием МП-оценок является выполнение системы вида:
{\displaystyle \left\{{\begin{matrix}{\frac {\partial }{\partial \theta _{1}}}\ln {L_{n}}\left({\vec {x}},{\vec {\theta }}\right)&=&0\\\cdots &\cdots &\\{\frac {\partial }{\partial \theta _{k}}}\ln {L_{n}}\left({\vec {x}},{\vec {\theta }}\right)&=&0\\\end{matrix}}\right.}

где {\displaystyle L_{n}\left({\vec {x}},{\vec {\theta }}\right)=\prod _{i=1}^{n}L_{1}\left(x_{i},{\vec {\theta }}\right)} — функция правдоподобия выборки {\displaystyle {\vec {x}}} объёма {\displaystyle n}

## Примеры
- Пусть {\displaystyle X_{1},\ldots ,X_{n}\sim \mathrm {U} [0,\theta ]} — независимая выборка из непрерывного равномерного распределения на отрезке {\displaystyle [0,\theta ]}, где {\displaystyle \theta >0} — неизвестный параметр. Тогда функция правдоподобия имеет вид

{\displaystyle f(\mathbf {x} \mid \theta )={\begin{cases}{\frac {1}{\theta ^{n}}},&\mathbf {x} \in [0,\theta ]^{n}\subset \mathbb {R} ^{n}\\0,&\mathbf {x} \not \in [0,\theta ]^{n}\end{cases}}.}
Последнее равенство может быть переписано в виде:
{\displaystyle f(\mathbf {x} \mid \theta )={\begin{cases}{\frac {1}{\theta ^{n}}},&\theta \geq \max(x_{1},\ldots ,x_{n})\\0,&\theta <\max(x_{1},\ldots ,x_{n})\end{cases}},}
где {\displaystyle \mathbf {x} =(x_{1},\ldots ,x_{n})^{\top }}, откуда видно, что своего максимума функция правдоподобия достигает в точке {\displaystyle \theta =\max(x_{1},\ldots ,x_{n})}. Таким образом
{\displaystyle {\hat {\theta }}_{\mathrm {M\Pi } }=\max(X_{1},\ldots ,X_{n})}.
Такая оценка будет смещенной: {\displaystyle P\{\max(X_{1},\ldots ,X_{n})\leq x\}=\left({\frac {x}{\theta }}\right)^{n}}, откуда
{\displaystyle E{\hat {\theta }}_{\mathrm {M\Pi } }=\int _{0}^{\theta }xd\left({\frac {x}{\theta }}\right)^{n}={\frac {n}{n+1}}\theta }
- Пусть {\displaystyle X_{1},\ldots ,X_{n}\sim \mathrm {N} (\mu ,\sigma ^{2})} — независимая выборка из нормального распределения с неизвестными средним и дисперсией. Построим оценку максимального правдоподобия {\displaystyle \left({\widehat {\mu }}_{\mathrm {M\Pi } },{\widehat {\sigma ^{2}}}_{\mathrm {M\Pi } }\right)^{\rm {T}}} для неизвестного вектора параметров {\displaystyle \left(\mu ,\sigma ^{2}\right)^{\rm {T}}}. Логарифмическая функция правдоподобия принимает вид

{\displaystyle L(\mathbf {x} \mid \mu ,\sigma ^{2})=-{\frac {n}{2}}\ln(2\pi \sigma ^{2})-{\frac {1}{2\sigma ^{2}}}\sum \limits _{i=1}^{n}(X_{i}-\mu )^{2}}.
Чтобы найти её максимум, приравняем к нулю частные производные:
{\displaystyle \left\{{\begin{matrix}\displaystyle {\frac {\partial }{\partial \mu }}L(\mathbf {x} \mid \mu ,\sigma ^{2})=0\\[10pt]\displaystyle {\frac {\partial }{\partial \sigma ^{2}}}L(\mathbf {x} \mid \mu ,\sigma ^{2})=0\\\end{matrix}}\right.\Rightarrow \left\{{\begin{matrix}\displaystyle {\frac {\sum \limits _{i=1}^{n}X_{i}-n\mu }{\sigma ^{2}}}=0\\[10pt]\displaystyle -{\frac {n}{2\sigma ^{2}}}+{\frac {\sum \limits _{i=1}^{n}(X_{i}-\mu )^{2}}{2\left(\sigma ^{2}\right)^{2}}}=0\\\end{matrix}}\right.,}
откуда
{\displaystyle {\hat {\mu }}_{\mathrm {M\Pi } }={\overline {X}}} — выборочное среднее, а
{\displaystyle {\widehat {\sigma ^{2}}}_{\mathrm {M\Pi } }=S_{n}^{2}} — выборочная дисперсия.

## Применение метода[2]

### Обработка эксперимента
Предположим, что мы измеряем некоторую величину {\textstyle a}. Сделав одно измерение, получили её значение {\textstyle x_{1}} с ошибкой {\textstyle \sigma _{1}}: {\textstyle x_{1}\pm \sigma _{1}}. Запишем плотность вероятности
того, что величина {\textstyle a} примет значение {\textstyle x_{1}}:
{\displaystyle W(a)={\frac {1}{\sqrt {2\pi \sigma _{1}^{2}}}}\exp \left[-{\frac {(x_{1}-a)^{2}}{2\sigma _{1}^{2}}}\right]}.
Теперь предположим, что мы провели несколько таких измерений и получили {\textstyle x_{1}\pm \sigma _{1},x_{2}\pm \sigma _{2}\ldots x_{n}\pm \sigma _{n}}. Плотность вероятности того, что величина {\textstyle a} примет значения {\textstyle x_{1},x_{2}\ldots x_{n}}, будет:
{\displaystyle W(a)=\prod _{i=1}^{n}{{\frac {1}{\sqrt {2\pi \sigma _{i}^{2}}}}\exp \left[-{\frac {(x_{i}-a)^{2}}{2\sigma _{i}^{2}}}\right]}}.
Эта функция называется функцией правдоподобия. Наиболее вероятное значение измеряемой величины {\textstyle a^{*}} определяется по максимуму функции правдоподобия. Более удобной является логарифмическая функция правдоподобия:
{\displaystyle L(a)=\ln W(a)=-\sum _{i=1}^{n}{\frac {(x_{i}-a)^{2}}{2\sigma _{i}^{2}}}+\sum _{i=1}^{n}{\ln {\frac {1}{\sqrt {2\pi \sigma _{i}^{2}}}}}}.
Продифференцируем логарифмическую функцию правдоподобия по {\textstyle a}:
{\displaystyle {\frac {\partial {L}}{\partial {a}}}=\sum _{i=1}^{n}{\frac {x_{i}-a}{\sigma _{i}^{2}}}}.
Приравняем {\displaystyle {\frac {\partial {L}}{\partial {a}}}} к {\textstyle 0} и получим некоторое значение {\textstyle a=a^{*}}:
{\displaystyle a^{*}={\frac {\sum \limits _{i=1}^{n}{\frac {x_{i}}{\sigma _{i}^{2}}}}{\sum \limits _{i=1}^{n}{\frac {1}{\sigma _{i}^{2}}}}}}.
Крамер сформулировал следующую теорему:
Теорема: Не существует другого метода обработки результатов эксперимента, который дал бы лучшее приближение к истине, чем метод максимального правдоподобия.

### Ошибки измерений
Предположим, что мы провели серию измерений и получили серию значений {\textstyle a^{*}}, естественно записать, что это распределение будет иметь гауссовский вид:
{\displaystyle W(a)={\frac {1}{\sqrt {2\pi \sigma _{a^{*}}^{2}}}}\exp \left[-{\frac {(a^{*}-a)^{2}}{2\sigma _{a^{*}}^{2}}}\right]}.
Запишем логарифмическую функцию правдоподобия:{\displaystyle L(a)=\ln W(a)=-{\frac {(a^{*}-a)^{2}}{2\sigma _{a^{*}}^{2}}}+{\ln {\frac {1}{\sqrt {2\pi \sigma _{a^{*}}^{2}}}}}}.
Возьмем первую производную:
{\displaystyle {\frac {\partial {L}}{\partial {a}}}={\frac {a^{*}-a}{\sigma _{a^{*}}^{2}}}}.
Если {\displaystyle {\frac {\partial {L}}{\partial {a}}}=0} , то {\displaystyle a=a^{*}}. Теперь возьмем вторую производную:
{\displaystyle {\frac {\partial ^{2}{L}}{\partial {a}^{2}}}=-{\frac {1}{\sigma _{a^{*}}^{2}}}}, откуда
{\displaystyle \sigma _{a^{*}}=\left(-{\frac {\partial ^{2}{L}}{\partial {a}^{2}}}{\Big |}_{a=a^{*}}\right)^{-1/2}}.
Это называется первой магической формулой.

## Условный метод максимального правдоподобия
Условный метод максимального правдоподобия (Conditional ML) используется в регрессионных моделях. Суть метода заключается в том, что используется не полное совместное распределение всех переменных (зависимой и регрессоров), а только условное распределение зависимой переменной по факторам, то есть фактически распределение случайных ошибок регрессионной модели. Полная функция правдоподобия есть произведение «условной функции правдоподобия» и плотности распределения факторов. Условный ММП эквивалентен полному варианту ММП в том случае, когда распределение факторов никак не зависит от оцениваемых параметров. Это условие часто нарушается в моделях временных рядов, например в авторегрессионной модели. В данном случае, регрессорами являются прошлые значения зависимой переменной, а значит их значения также подчиняются той же AR-модели, то есть распределение регрессоров зависит от оцениваемых параметров. В таких случаях результаты применения условного и полного метода максимального правдоподобия будут различаться.